# Claudio Undari
Claudio Undari, cunoscut și sub numele de scenă Robert Hundar (n. Partanna, 12 ianuarie 1935 – d. Roma la 12 mai 2008), a fost un actor italian care a apărut de obicei în filme western spaghetti și polițiste (poliziottesco).

## Biografie
Născut în Castelvetrano (Trapani) și crescut în Catania, s-a mutat la Madrid pentru a ține pasul cu cariera sa solicitantă. A fost prima vedetă reală a genului de filme western spaghetti, fiind supranumit "Regele western-urilor spaghetti". Cu toate acestea,  Undari a fost nevoit să se întoarcă în Italia atunci când zilele glorioase ale acestui gen de filme au început să apună.

## Filmografie
- Che gioia vivere, regia René Clément (1961)
- Marco Polo (1962)
- Maciste gladiatore di Sparta (1965)
- I 4 inesorabili, regia Primo Zeglio (1965)
- Solo contro tutti, regia Antonio del Amo (1965)
- 100.000 dollari per Lassiter, regia Joaquín Luis Romero Marchent (1966)
- Un uomo e una Colt (1967)
- Un buco in fronte (1968)
- Il suo nome gridava vendetta, regia Mario Caiano (1968)
- La legione dei dannati, regia Umberto Lenzi (1969)
- Concerto per pistola solista, regia Michele Lupo (1970)
- Con lui cavalca la morte, regia  Giuseppe Vari (1970)
- Il mio nome è Shangai Joe, regia Mario Caiano (1973)
- Il mio nome è Scopone e faccio sempre cappotto (Dallas), regia  Juan Bosch (1975)
- Zanna Bianca e il cacciatore solitario, regia Alfonso Brescia (1975)
- Noi siam come le lucciole (1976)
- Il trucido e lo sbirro (1976)
- Il cinico, l'infame, il violento (1977)
- Chissà perché... capitano tutte a me, regia Michele Lupo (1980)
- Onorevoli detenuti (1998)
- Ponte Milvio (2000)
- Tre giorni di anarchia (2004)

## Legături externe
- Claudio Undari la Internet Movie Database